# عبد الحميد زوبا
عبد الحميد زوبا (2 أبريل 1935 - 2 فبراير 2022)، هو لاعب ومدرب كرة قدم جزائري سابق لعب لمنتخب الجزائر لكرة القدم. وُلد في بولوغين (سانت اوجين سابقا).

## مسيرته

### كلاعب
عرفت عقود الخمسينات والستينات عبد الحميد زوبا كلاعب كرة قدم وقد احترف في نادي نيور (Chamois Niortais). لكنه في سنة 1958 غادر أوروبا للالتحاق بفريق جبهة التحرير الوطني لكرة القدم المناضل من أجل استقلال الجزائر من الاحتلال الفرنسي.
بعد استقلال الجزائر في سنة 1962، التحق بفريق FC Granges الذي ينشط في البطولة السويسرية كمدرب ولاعب.
رغبة منه في التركيز على التدريب ولمزيد من الخبرة، انتقل في أكتوبر 1963 للعب في أولمبيك نيم بقيادة فيرود القادر لموسم 1963-1964.
- - 1958 : نادي نيور (Chamois Niortais)  فرنسا
- 1958 - 1960 : فريق جبهة التحرير الوطني لكرة القدم  الجزائر
- 1960 - 1962 : الاتحاد الرياضي المنستيري  تونس
- 1962 - 1963 : فريق FC Granges  سويسرا
- 1963 - 1964 : أولمبيك نيم  فرنسا

### كمدرب
عرف عن زوبا بتلبية دعوة الاتحاد الجزائري لكرة القدم كلما ناشده للحصول على مشورة حول المنتخب الجزائري.
- 1962 - 1963 : فريق FC Granges  سويسرا
- 1969 - 1971 : المنتخب الجزائري لكرة القدم  الجزائر
- 1974 - 1978 : مولودية الجزائر  الجزائر - فاز معه بكأس أفريقيا للنوادي البطلة سنة 1975.
- 1982 - 1984 : المنتخب الجزائري لكرة القدم  الجزائر
- 1990 - 1992 : مولودية قسنطينة  الجزائر
- 1996 - 1997 : المنتخب الجزائري لكرة القدم  الجزائر
- 2001 - 2001 : المنتخب الجزائري لكرة القدم  الجزائر

## وصلات خارجية
- (بالإنجليزية) قائمة مدربي المنتخب الجزائري لكرة القدم على موقع rsssf.com